# Novembre 1975

## Évènements
- Grève des ouvriers du bâtiment au Portugal. Les salaires sont augmentés de 44 %.

- 6 novembre : « Marche verte »[1] de 350 000 Marocains pour prendre possession du Sahara occidental. Ils marchent pacifiquement vers le Sud pour prendre possession du territoire et obliger l’Espagne à se retirer.

- 9 novembre (Rallye automobile) : arrivée du Tour de Corse.

- 10 novembre : 
  - Bataille de Kifangondo en Angola.
  - Résolution 3379 de l'Assemblée générale des Nations unies assimilant le sionisme à une forme de racisme et de discrimination raciale (abrogé en 1991) : .
  - Traité d'Osimo entre la République fédérale socialiste de Yougoslavie et l'Italie qui règle définitivement le partage du Territoire libre de Trieste.

- 11 novembre : 
  - indépendance de l'Angola, ancienne colonie portugaise. Début de la guerre civile (MPLA au pouvoir contre FNLA), mise en place d'un régime communiste, la République populaire d'Angola.
  - Lettre du gouverneur-général d'Australie expliquant le changement de premier ministre[2].

- 12 novembre : sanction royale du Sex Discrimination Act, loi contre la discrimination sexuelle au Royaume-Uni[3].

- 14 novembre :
  - Accord sur l'indépendance du Sahara occidental entre l'Espagne, le Maroc et la Mauritanie. L’Espagne, préoccupée par la succession de Franco, admet un partage entre le Maroc et la Mauritanie lorsqu’elle quitterait le Sahara occidental. L’Algérie, exclue de cet accord, proteste.
  - Destruction de la statue de Norton de Matos, fondateur de la Nouvelle-Lisbonne, en Angola.

- 15 novembre au 17 novembre : 
  - À Rambouillet (France), le président Valéry Giscard d'Estaing réunit les chefs d'État des cinq pays les plus industrialisés (États-Unis, Japon, Allemagne de l'Ouest, France et Royaume-Uni), réunion informelle qui se tiendra désormais annuellement avec le Canada et l'Italie, formant le G7[4].
  - Au Premier sommet du G6, Henry Kissinger accepte l’ouverture d’un « dialogue Nord-Sud » prôné par les Français.

- 18 novembre : accord franco-irakien pour la livraison du réacteur Osirak.

- 20 novembre : mort de Franco, chef de l'État espagnol après une longue maladie et fin de la dictature franquiste commencée le 1er avril 1939.

- 22 novembre : proclamation de Juan Carlos de Borbon y Borbon au titre de roi d'Espagne sous le nom de Juan Carlos Ier.

- 23 novembre : le congrès américain officialise le système métrique mais ne l'utilisera jamais.

- 25 novembre : 
  - Indépendance du Suriname.
  - Portugal : échec du putsch gauchiste d'Otelo de Carvalho (coup d’État des parachutistes de Tancos).

- 26 novembre (Rallye automobile) : arrivée du Rallye de Grande-Bretagne.

- 28 novembre : des rebelles nationalistes proclament l'indépendance du Timor oriental après le retrait du Portugal. Le Front révolutionnaire pour l'indépendance du Timor oriental (Frente Revolucionaria do Timor Leste Independente), un groupe communiste indépendantiste, prend le contrôle de la capitale, Dili.

- 29 novembre : invasion et prise de Oecusse-Ambeno (Timor oriental) par l'armée indonésienne.

- 30 novembre : la République du Dahomey prend le nom officiel de République populaire du Bénin.

## Naissances
- 1er novembre : Manuel Ferrara, acteur de films pornographiques.
- 3 novembre : Alexander De Croo, homme d'État belge.
- 4 novembre : Lorenzen Wright, basketteur américain.
- 7 novembre : Raphaël Haroche, chanteur et compositeur français.
- 14 novembre : Travis Barker, batteur américain des groupes Blink-182 et +44.
- 15 novembre : Jose Manuel Pinto, footballeur espagnol (FC Barcelone).
- 22 novembre : 
  - Aiko, chanteuse japonaise.
  - Yūsaku Maezawa, homme d'affaires japonais.
- 27 novembre : Houari Benmoussa Harrat, footballeur algérien.

## Décès
- 1er novembre : Jérôme Louis Rakotomalala, cardinal malgache, archevêque de Tananarive (° 15 juillet 1913).
- 2 novembre : Pier Paolo Pasolini, écrivain, scénariste et réalisateur italien (° 1922).
- 20 novembre : Francisco Franco, dictateur espagnol (° 1892).
- 21 novembre : François de Roubaix, musicien français.